# Clovis Normand
Clovis Normand (Hesdin, Pas-de-Calais, 28 de agosto de 1830 - 22 de junio de 1909) . arquitecto francés del siglo XIX.

## Biografía
Clovis Normand nació en Hesdin (Hauts-de-France, Francia) el 28 de agosto de 1830. Comenzó su carrera como carpintero en el taller de su padre. Se formó como arquitecto trabajando para el arquitecto diocesano Alexandre Grigny (1815-1867). Firma sus primeros trabajos en 1856 con la reconstrucción de la nave de la iglesia de Fresnoy y la adición de dos alas al castillo de Maresquel-Ecquemicourt.
Después de la prematura muerte de Alejandro Grigny en 1867, le sucede en el cargo de arquitecto diocesano. En 1869 gana el concurso para la reconstrucción de Notre Dame des Ardents, Arras, en 1869.
Su actividad es considerable: en 40 años, gestiona 670 proyectos ubicados principalmente en el distrito de Montreuil-sur-Mer. Construyó 45 iglesias y renovó un número mayor, lo que le valió el título de "arquitecto de iglesias"; entre ellas, la iglesia de Campagne-lès-Hesdin, la Cartuja de Notre-Dame-des-Pres de Neuville-sous-Montreuil, la Cartuja de Parkminster en Inglaterra, o el Hôtel-Dieu y su capilla en Montreuil. Incluso presentó su proyecto para la construcción de la basílica del Sagrado Corazón de Montmartre. 
En Hesdin, realizó la torre campanario del ayuntamiento, obra clasificada del Patrimonio Mundial de la UNESCO, la capilla del hospital y el teatro que lleva su nombre desde el 12 de septiembre de 2009. Después del desmantelamiento de las fortificaciones, edificó unas cuantas casas de la avenida de la República y de la avenida de Sainte-Austreberthe, reconocible por su diseño en ladrillo.
Transformó profundamente el Château Laprée (Quiestède) en 1892. Albéric-Louis de Lencquesaing (1851-1936) también le confió el proyecto de restauración de la granja castillo de Lescoire en Heuringhem.

## Obra
Durante su carrera de arquitecto, Clovis Normand, realizó más de 670 intervenciones de nueva construcción y de restauración.

### Arquitectura religiosa

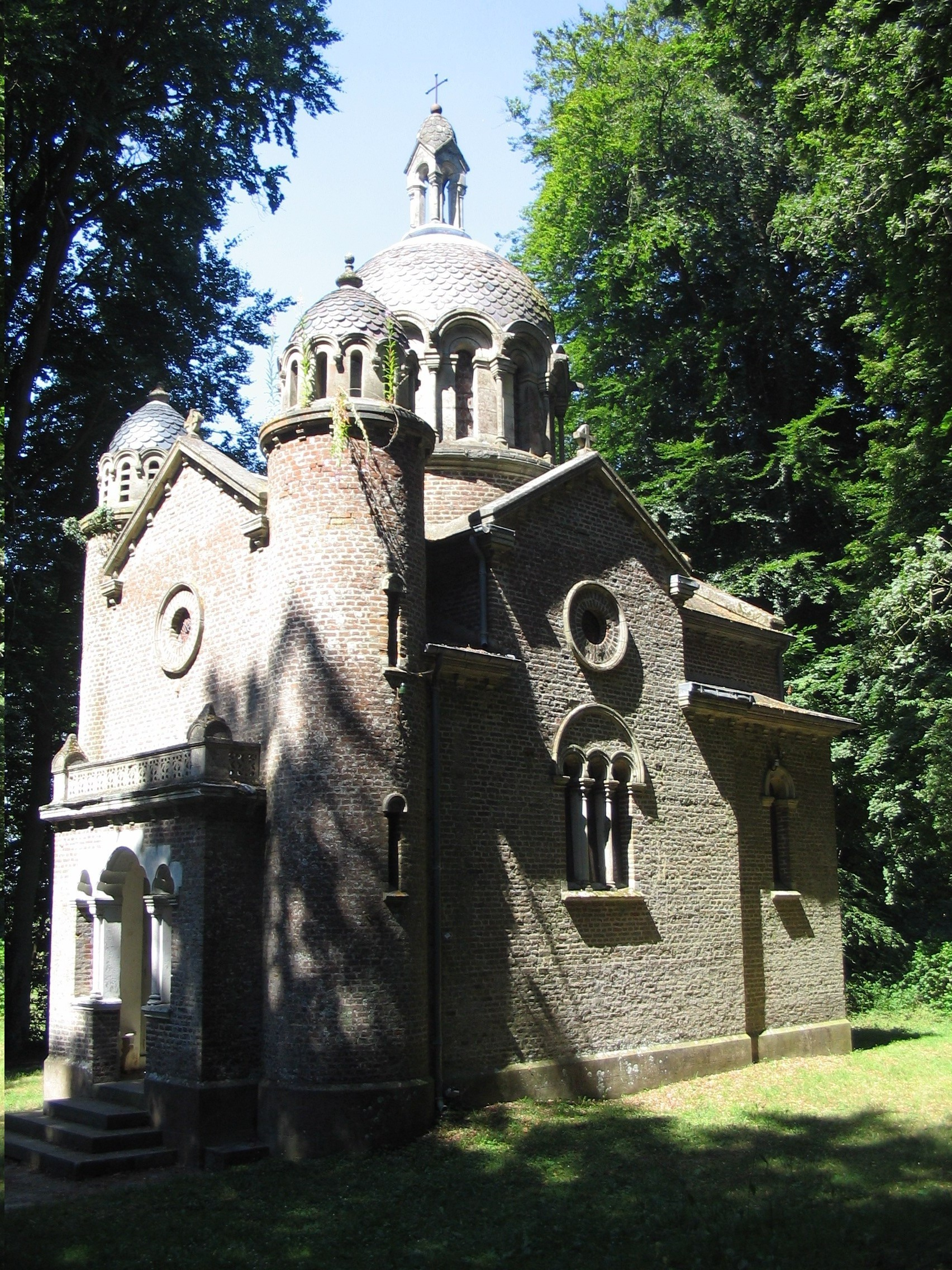
Wailly-Beaucamp#Les chapelles- Capilla de Notre-Dame de la Salette

- Airon-Saint-Vaast – Iglesia (1877)
- Arras – Église Notre-Dame des Ardents (1876)
- Auchel – Iglesia
- Beaumerie-Saint-Martin – Iglesia de Saint-Walloy[3]
- Beaurainville – Iglesia
- Berck – Iglesia de Notre-Dame-des-Sables
- Beussent – Iglesia de Saint-Omer
- Boulogne-sur-Mer – Iglesia de Saint-Michel (1892, restauración)
- Busnes - Iglesia de Saint Paul.
- Calais (Saint-Pierre-lès-Calais) – Iglesia del Sacré-Cœur (1867–1892)
- Campagne-lès-Hesdin – Iglesia de Saint-Martin (1866–1872)
- Dannes – Iglesia de Saint-Martin (1886, restauración)
- Fruges – Iglesia de Saint-Bertulphe (junto con Alexandre Grigny)
- Hesdin – Iglesia de Notre-Dame (restauración)
- Hesdin – Capilla del Hospital
- Hesdigneul-lès-Boulogne – Iglesia de Saint-Éloi
- Lefaux – Iglesia
- Le Fresnoy – Nave de la iglesia (1856)
- Lespinoy – Iglesia de Saint-Maurice
- Montreuil-sur-Mer – Capilla del Hôtel-Dieu (1871)
- Nesles – Iglesia de Notre-Dame (1880, restauración)
- Neufchâtel-Hardelot – Iglesia de Saint-Pierre (1899, reconstrucción del campanario)
- Neuville-sous-Montreuil – Cartuja de Notre-Dame-des-Prés
- Cowfold – Cartuja de Parkminster (St. Hugh's Charterhouse)
- Questrecques – Iglesia de Saint-Martin (1900, restauración)
- Samer – Iglesia de Saint-Martin de Samer (1885, restauración)
- Saint-Pol-sur-Ternoise – Capilla de Sainte-Marie-Madeleine
- Vieil-Hesdin – Iglesia
- Wailly-Beaucamp – Chapilla de Notre-Dame de la Salette

### Arquitectura civil
- Airon-Saint-Vaast – Château
- Berck – Ayuntamiento
- Brévillers – Château
- Maresquel-Ecquemicourt – Château (ampliación)
- Hesdin – Restauración del ayuntamiento y del campanario (1875)
- Hesdin – Teatro Municipal Clovis Normand
- Heuringhem – Château de Lescoire
- Quiestède – Château de Laprée (1892)
- Radinghem – Château
- Rebreuve-sur-Canche – Château
- Saint-Georges – Château
- Wail – Château
- Wambercourt – Château